# Thank You for Smoking
Thank You for Smoking (i Finland: Tack för att ni röker) är en amerikansk satirisk film från 2006 regisserad av Jason Reitman, med Aaron Eckhart i huvudrollen som tobakslobbyisten Nick Naylor. Filmen är en filmatisering av Christopher Buckleys roman med samma namn.

## Roller i urval
- Aaron Eckhart — Nick Naylor
- Maria Bello — Polly Bailey
- Cameron Bright — Joey Naylor
- Adam Brody — Jack
- Sam Elliott — Lorne Lutch
- Katie Holmes — Heather Holloway
- William H. Macy — Ortolan Finistirre
- Robert Duvall — Kapten
- Kim Dickens — Jill Naylor
- Rob Lowe — Jeff Megall
- J.K. Simmons — Budd "BR" Rohrabacher